# 権利物
権利物（けんりもの）とは、1985年（昭和60年）に施行された国家公安委員会規則により制定されたパチンコ遊技台の区分のひとつであり、第三種と呼ばれるものである。

## 特徴
構造として、まとまった出玉を獲得することが可能な大入賞口（アタッカーあるいはそれに相当する電動チューリップ等）を有し、それを開放させるための始動口を有する。
更に、始動口の機能を有効（あるいは無効）に切り替える役割を持つ特別作動領域を有した役物あるいは入賞口によって構成される。
通常時、始動口は「無効」状態となっており、たとえ入賞球があっても大入賞口の開放動作は行われない。しかし権利獲得口入賞によって大当たり（＝権利発生）すると始動口が「有効」状態となり、以降、始動口への入賞により大入賞口の開放動作が行われるようになる。
権利発生中は、始動口への入賞によって大入賞口が一定時間および一定数の入賞を条件に開放動作を行う。ただし大入賞口の開放動作が規定回数に達するか、権利中に再度権利獲得口に入賞があった時点で大当たりは終了（権利消滅）する構造となっている。
このように、「始動口が大入賞口を開放させる権利」を獲得するゲーム性が、「権利物」と呼ばれる所以である。

## 歴史
1980年頃から従来の主流であった一般台（いわゆるチューリップ台）に加えて、よりスピーディーな出玉が獲得できるよう工夫された機種が各パチンコメーカーから次々に発表されるようになった。中でも、電動役物を搭載させたり特殊なゲージ構成によってまとまった出玉が獲得できる（いわゆる「役が掛かる」）機能を持つ機種は、それまでの穏やかなゲーム性を一変させる魅力で人気を博した。そのような中で1982年（昭和57年）に独特のゲーム性を持つ権利物が登場し、後にパチンコ機種の一ジャンルとして確立されるまでに至った。
当初、大当たり時（権利発生中）における大入賞口の開放動作の上限は最高10回までであった。地域によっては同一機種であっても8回までのものが存在した。
- 代表機種：コスモアルファ（京楽）、バトルエース（平和）など

1985年（昭和60年）に施行された国家公安委員会規則により、その上限は最高8回までとされた。
- 代表機種：スーパーロボット（西陣）、グランドホーク（京楽）など

1990年（平成2年）の規則改正により、上限が16回までに改められた。
- 代表機種：バレリーナ（平和）、ダイナマイト（大一）など

2004年（平成16年）の規則改正にともない、第一種（デジパチ）や第二種（羽根モノ）などの種別が撤廃され、第三種（権利物）という区分は消滅した。

## 仕組み
基本的に、振り分け役物によるVゾーン入賞（アナログ抽選）によって権利発生と権利消滅を繰り返すタイプが一般的であった。その後、権利の獲得および消滅の難易度を高めて一度に大量出玉が獲得できる物が主流となった。
＜基本的なゲームの流れ＞
・振り分け役物への入賞。
・役物内にある権利獲得口に玉が入賞すると権利発生（大当り）。
・権利発生中に玉が始動口に一つ入賞すると大入賞口が1回開放。
・開放動作が規定回数に達すると権利終了。
・権利発生中に権利獲得口に入賞するとその時点で権利消滅（これをパンクと言う）。
特に後年はデジパチの影響を大きく受け、デジタル抽選要素を全面的に押し出したものが主流となった。それによって権利発生（または消滅）のための振り分け役物は脇役的存在となり、あくまでデジタル演出によるゲーム性が主体となっていった。つまりデジタル抽選に当選さえしてしまえば権利発生がほぼ確約されるゲーム性は、デジパチに非常に近いものともいえる。
なお、デジタル抽選を搭載した権利物においては、大当り2回目以降にメインデジタルの確率変動（確変）を搭載しているものも多い。これらの機種の中には、メインデジタルの当選後、仮に権利獲得口へ入賞させられず権利を取り逃がしても、救済処置として確変状態にはなるものも多くあった。

## 特徴的な機種
- 生駒記念
デジタル大当たり1/253
デジタル小当たり1/70

普通のデジパチのように、盤面中央部（ヘソ）に玉を入賞させデジタルを回転させ大当たりを目指す。小当たり（1/70）が当たった場合、権利発生のVアタッカーが0.5秒開放する。
通常の大当たりのVアタッカー開放は約5秒と、通常の打ち方をしていれば5秒間のうちにほぼ確実に権利発生となるが、小当たりからでもたまに権利を獲得できるのが特徴。
- ポールポジション
デジタル確率1/65

F1をモチーフにした台。通常通り盤面中央部（ヘソ）に玉を入賞させデジタルを回すタイプ。大当たり後、盤面上部から玉を入れ、左側のタイヤ部に玉が流れV穴に入れば権利発生。穴の数は4つである。大当たり中はF1のテーマ曲「TRUTH」が聞ける。デジタル当たり後、Vを狙う止め打ち攻略があった。
- ホー助くんDX
デジタル確率1/8.714

左下のハカマ釘（一般的な羽根モノの1チャッカーのような形状）下のオトシに入ると中央上部の羽根が0.5秒開放し、役物の5つの穴の内1つあるV穴に入ると約1/8のデジタルが回転。大当たり後もラウンドの抽選があり、80%で16R（約2300個）20%で1R（約130個）となっている。出玉を下皿に溜めて詰まらせることで役物のハズレ穴が詰まって下に落ちず、拾った玉は確実にV入賞するといった攻略があった。
- 弁慶パニック
デジタル確率1/17

盤面左にあるスルーチャッカーに入ると盤面中央の羽根が2回開放。羽根に拾い、Vゾーンに入ると右デジタルが回転し7が出れば権利発生となる。
- ダイナマイト
デジタル確率1/47

盤面左にあるスルーチャッカーに入ると盤面中央部の羽根が約0.5秒開放。役モノ内約1/3-1/4の溝を通過すればデジタルが回転し、 3  で小当たり（1R）、 7 で大当たり（16R）となる。表面上は1回権利物で大当たり終了後、再び大当たりを目指す。1～9のデジタル出目形成時に天国、地獄モードに振り分けられ、天国モードでの連チャン性で大量出玉が見込める。
- バレリーナ
デジタル確率1/8

盤面左中上部に飛び込み口があり、そこに入ると到達する役物には8個の穴があり、Vは2つ。V穴に入るとデジタルが回転、アタリと書かれたランプに停止すると大当たりとなる。大当たり後、盤面左下部のVアタッカーが約5秒間開放し、Vに入ると権利発生になる。
- CRダイナマイ娘
デジタル確率1/32.33

「ダイナマイト」の後継としてリリースされた。羽根モノのような左下のハカマ釘オトシに玉を入賞させると、盤面中央の羽根が約0.4秒x2回開閉する。
大当たり後は右打ちで権利を消化する。大当たり後20回転は中央のハネ開放が長時間になり、ほぼデジタルが回転する仕様となっている。
- CRぶっとびハリケーン
デジタル確率1/15.8

左下のハカマ釘オトシに玉が入賞すると、盤面中央の羽根が0.3秒✕2回開閉する。役物に玉が進み、3つある穴の内1つがV穴となっており、Vに入賞させるとデジタルが回転、3または7で大当たり。7で当たった場合は確率変動で次回の確率がアップ（1/5.2）となる。
- CR虎せます
デジタル確率1/35.8

左下のハカマ釘下オトシに入賞すると盤面中央の羽根が0.2秒✕2回開閉する。役物に入った玉は1/3の振り分けでVに入るとデジタルが回転し、数字22～77のゾロ目で大当たりとなる。大当たり消化後は22回の間電チュー開放が約5秒になる。